# Metro de Minneapolis
El Metro de Minneapolis  o conocido como Metro es un sistema de tren ligero que abastece al área metropolitana de Minneapolis, Minnesota. Inaugurado el 26 de junio de 2004, actualmente el Tren Ligero de Minneapolis cuenta con 2 líneas y 53 estaciones.

## Administración
El Tren Ligero de Minneapolis es administrado por Metro Transit.